# Perilitus dubius
Perilitus dubius är en stekelart som först beskrevs av Wesmael 1838.  Perilitus dubius ingår i släktet Perilitus och familjen bracksteklar. Arten är reproducerande i Sverige. Inga underarter finns listade i Catalogue of Life.